# Malaxis hispaniolae
Malaxis hispaniolae är en orkidéart som först beskrevs av Rudolf Schlechter, och fick sitt nu gällande namn av Louis Otho Otto Williams. Malaxis hispaniolae ingår i släktet knottblomstersläktet, och familjen orkidéer. Inga underarter finns listade i Catalogue of Life.